# Leoncillo
 Juan León y López dit « Leoncillo », né à Séville (Espagne) le 2 septembre 1788, mort le 5 octobre 1854 à Utrera (Espagne, province de Séville) était un matador espagnol.

## Présentation
Il entre en 1814 dans la cuadrilla  de Curro Guillén qui le forme et avec lequel il accomplit de grands progrès. Le 21 mai 1820 à Ronda, il participe à une corrida  aux côtés de Guillén. Il essaie de porter secours à son maître, en vain. Blessé par un taureau de la ganadería Cabrera d'un coup de corne dans le flanc, Guillén meurt peu après. 
Pendant les dix années qui suivent, Leoncillo est un torero recherché, aimé du public pour son habileté dans les cambiadas  et sa témérité à la muleta.
Il devient une figure qui peut rivaliser Paquiro (Francisco Montes),  Cúchares, El Chiclanero. Mais il ne se prive pas d'afficher ses opinions politiques (libérales), en opposition à celles de son rival Antonio Ruíz Serrano « El Sombrerero », tenant de la royauté absolue.  Lorsque l'absolutisme triomphe, Leoncillo, est insulté par la population et interdit des arènes de Madrid de 1823 à 1827. Il se replie sur Séville jusqu'en 1829 en attendant que les tensions politiques soient apaisées. 
Lorsqu'il retourne dans l'arène, il ne retrouve pas la gloire qu'il avait connue et il se retire en 1851, avec des revenus fort modestes.

## Carrière
On connaît mal les circonstances de sa prise d'alternative le 6 mai 1821 à Madrid